# B. R. Bruss
Pour les articles homonymes, voir Bonnefoy.
Œuvres principales
- Et la planète sauta...
- L'Apparition des surhommes

B. R. Bruss, de son vrai nom René Bonnefoy, né le 16 décembre 1895 à Lempdes dans la Haute-Loire et mort le 30 septembre 1980 à Paris, est un écrivain français.
Il est essentiellement connu dans les domaines de la science-fiction et du fantastique. Outre B.R. Bruss (son nom de plume le plus connu, adopté en 1946), il utilisa différents pseudonymes : Georges Brass (1951), Roger Blondel (1956), Marcel Castillan (1954), Roger Fairelle (1973). Il est le père du critique littéraire Claude Bonnefoy.

## Œuvre littéraire
Avant guerre, il a publié plusieurs livres de littérature générale sous son vrai nom et, à partir des années 1950, il a récidivé sous le pseudonyme de Roger Blondel, mêlant cette fois des motifs insolites à ses romans et nouvelles. Au cours des années 1950, il a publié également une demi-douzaine de romans « érotiques » sous le nom de Georges Brass.
René Bonnefoy a publié l’essentiel de son œuvre, une cinquantaine de romans, dans les collections « Anticipation » et « Angoisse » de Fleuve noir. Il a été traduit en Allemagne, en Italie, aux Pays-Bas, en Espagne, au Portugal, au Brésil, en Turquie et en Grèce.
Certains des romans signés « B. R. Bruss » sont désormais considérés comme des classiques de la SF francophone et ont été plusieurs fois réédités, comme Et la planète sauta et Apparition des surhommes. D’autres, parus cette fois dans la collection « Angoisse », ont marqué de leur côté la littérature fantastique française d’après-guerre (Nous avons tous peur, Le Tambour d’angoisse ou Le Bourg envoûté) et ont connu également plusieurs rééditions.
Sous le nom de « Roger Blondel », il a signé, entre autres Le Mouton enragé (1956) dont il a été tiré un film en 1974 avec Jean-Louis Trintignant, Romy Schneider, Jean-Pierre Cassel et Jane Birkin et réalisé par Michel Deville.
Sous le nom de « Roger Blondel », l’Encyclopædia Universalis en fait ce portrait : « Sorte  de Voltaire contemporain mâtiné d'un Swift des Temps modernes qui aurait mal digéré les leçons du surréalisme, Roger Blondel a construit, sous son nom ou sous quelque autre, une œuvre à l'apparence anarchique et débonnaire dont, pourtant, la signification est claire : la littérature s'ennuie et la langue française prend du ventre. Blondel inocula de l'insolence, du piquant et du cynisme dans la première ; et il dégraissa, muscla et dépoussiéra la seconde. »
Témoignage de cette attitude de franc-tireur enjoué, l'aveu qu'il fit en 1978 à un journaliste des Nouvelles littéraires : « J'ai pris le non-sérieux comme centre de gravité. Le sujet central de toutes mes fables est la définition du bafouillage primordial. Celui qui est spontané, banal, surabondant, celui que l'on entend dans la rue, aux comptoirs des cafés, dans le métro, tous ces graffiti sonores qui montrent quotidiennement que notre monde bredouille… »
Interviewé par Bernard Pivot, le 18/08/1978, lors d'une émission littéraire il donna à entendre sa démarche littéraire, où il parlait de son invitation via ses œuvres à sortir de « pétrification ». Au cours de cette interview, selon l'INA : « L'auteur du roman Les Fontaines pétrifiantes, Roger Blondel, précise qu'il s'agit d'une métaphore concernant les corps constitués, les catéchismes, les dogmes… “Ce roman est une dénonciation rabelaisienne, drôle, de la pétrification dont nous sommes victimes. Mes livres ont quelques fans mais pas tellement de lecteurs, dit-il, j'ai 83 ans et je dépétrifie […].” »

## Rôle dans le gouvernement de Vichy
Personnage à la biographie longtemps peu connue, il a, selon Jacques Sadoul, occupé des fonctions ministérielles dans le gouvernement de Vichy et, de ce fait, aurait été obligé de prendre un pseudonyme pour publier son premier roman d'après-guerre, Et la planète sauta..., en 1946.
Jean-Pierre Andrevon reprend cette version dans l'article qu'il lui consacre dans le no 20 de la revue Galaxies, et précise, photographie à l'appui, que René Bonnefoy a été Secrétaire général à l'information du régime de Vichy. Cette information est confirmée par la presse de l'époque : un nommé René Bonnefoy est mentionné comme Secrétaire général à l'information. En liaison avec Louis Darquier de Pellepoix, il épure l'Université des enseignants juifs et crée à la Sorbonne une chaire d'histoire du judaïsme, confiée à Henri Labroue.
En septembre 1940, Pierre Laval éloigne l'équipe de Je Suis Partout de l'antenne de Radio-Vichy en raison de son extrémisme, et confie la direction de l'information à son fidèle, René Bonnefoy, chargé de développer à la radio les thèmes de la Révolution nationale,.
Marc Martin dans son ouvrage Médias et Journalistes de la République (1997) mentionne qu'à son retour au pouvoir en avril 1942, Pierre Laval écarte Paul Marion, alors responsable du Service d'information du gouvernement de Vichy, du contrôle de la presse, pour le confier à René Bonnefoy, rédacteur en chef du Moniteur du Puy-de-Dôme, journal appartenant à Laval depuis 1927, pour fournir schémas d'articles, notes d'argumentation et les insertions obligatoires. Laval le nomme en août 1943 directeur de l'Office français d'information (OFI), agence de presse nationalisée qu'il dirige tout en demeurant Secrétaire général à l'information,. Il fait l'éloge de Philippe Henriot après son exécution par des résistants et en août 1944 dans une conférence,.
Condamné à mort par contumace en juillet 1946 du fait de ses éditoriaux et des consignes de son ministère, Bonnefoy a réussi à se refaire une identité, celle de Roger Blondel, et a plutôt défendu dans ses écrits des positions antimilitaristes[réf. nécessaire]. Il se constitue prisonnier en janvier 1955 pour être à nouveau jugé, par la Haute Cour, à l'instar de trois autres anciennes personnalités du régime de Vichy (Charles Rochat et les amiraux Auphan et Bléhaut). Son procès a lieu en mars 1955. Il se présente comme un haut fonctionnaire appliquant les décisions du pouvoir. Il est condamné à cinq ans d'indignité nationale, soit une peine qui échappe au bénéfice de la loi d'amnistie de 1953, alors que l'avocat général réclamait une peine de prison,.
D’après la revue Fiction, il fut également décorateur, enseignant, peintre, sculpteur et poète.

### Liens entre sa collaboration et la SF
D'après Simon Bréan, son engagement à Vichy et son virage vers la SF après-guerre sont liés, en dissimulant son identité et en se rachetant une image progressiste. Ses récits reflètent en effet une réappropriation de la Résistance, tout en rationalisant son passé vichyste. Même s'il prône dans ses livres de SF un certain humanisme, celui-ci est teinté d'élitisme et ne rend pas justice aux sacrifices des résistants. Néanmoins, il a véhiculé certaines valeurs de la Résistance et a contribué à l'émergence d'un courant progressiste de la SF française.

## Œuvres
Une bibliographie quasi-complète de B. R. Bruss (ouvrages publiés sous son propre nom René Bonnefoy et ses divers pseudonymes) a été établie par Jean-Pierre Andrevon.

### Ouvrages de science fiction

#### Romans, sous le nom de B. R. Bruss
- Et la planète sauta..., Le Portulan, 1946Rééditions : Robert Laffont, coll. « Ailleurs et Demain - Classiques », 1971 ; Le Livre de poche, coll. « Science Fiction », no 7040, 1979 ; in B. R. Bruss, Le Fleuve obscur de l'avenir, Éditions Critic, coll. « La Petite Bibliothèque SF », 2014, p. 9-195
  - Traduction en italien : Cronache d'un mondo perduto, Arnoldo Mondadori, Urania no 257, juin 1961

- L'Apparition des Surhommes, Jean Froissart, coll. « Temps futurs » no 1, 1953Rééditions : Rencontre, coll. « Chefs-d'œuvre de la Science-Fiction », 1970 ; Le Livre de poche, coll. « Science Fiction », no 7004, 1977 ; in Serge Lehman, Chasseurs de chimères: L'âge d'or de la science-fiction française, Omnibus, 2006

- S.O.S. soucoupes, Fleuve noir, coll. « Anticipation » no 33, 1954Réédition : Fleuve noir, coll. « Les Maîtres français de la Science-Fiction » no 5, 1988
  - Traduction en italien : Attenzione, dischi volanti, Arnoldo Mondadori, Urania no 142, janvier 1957Réédition : Libra Editrice, coll. « Saturno. Collana di fantascienza » no 34, 1981

- La Guerre des soucoupes, Fleuve noir, coll. « Anticipation » no 40, 1954[18]
  - Traduction en italien : Marte all'attacco, Arnoldo Mondadori, Urania no 144, janvier 1957Réédition : Libra Editrice, coll. « Saturno. Collana di fantascienza » no 36, 1982

- Rideau magnétique, Fleuve noir, coll. « Anticipation » no 65, 1956
  - Traduction en italien : Cortina magnetica, Arnoldo Mondadori, Urania no 184, août 1958

- Substance "Arka", Fleuve noir, coll. « Anticipation » no 82, 1956

- Le Grand Kirn, Fleuve noir, coll. « Anticipation » no 112, 1958Rééditions : Marabout, coll. « Poche 2000 » no 21, 1975 ; Nouvelles Éditions Oswald, coll. « Fantastique / Science-fiction / Aventures » no 83, 1983
  - Traduction en italien : Il grande Kirn, Arnoldo Mondadori, Urania no 211, août 1959
  - Traduction en espagnol : Kirn el grande, E.D.H.A.S.A., coll. « Nebulae » no 59, 1959

- Terre… Siècle 24, Fleuve noir, coll. « Anticipation » no 136, 1959Réédition : Marabout, coll. « Marabout Science-Fiction » no 466, 1974

- An... 2391, Fleuve noir, coll. « Anticipation » no 143, 1959Réédition : Marabout, coll. « Marabout Science-Fiction » no 485, 1974
  - Traduction en italien : Anno 2391, Arnoldo Mondadori, Urania no 243, novembre 1960
  - Traduction en espagnol : Año 2391, Tirso, coll. « Anticipacíon », 1963

- Bihil, Fleuve noir, coll. « Anticipation » no 186, 1961Réédition : Éditions du Triangle, coll. « Science-Fiction-Anthologie » no 19, 1977

- L'Anneau des Djarfs, Fleuve noir, coll. « Anticipation » no 180, 1961
  - Traduction en portugais : Loucura na galáxia, Rio Gráfica, coll. « Coleção gálaxia », ?[19]

- Le Cri des Durups, Fleuve noir, coll. « Anticipation » no 195, 1962Réédition : Fleuve noir, coll. « Super luxe » no 56, 1978

- Le mur de lumière, Fleuve noir, coll. « Anticipation » no 200, 1962Réédition : Fleuve noir, coll. « Super luxe » no 30, 1977
  - Traduction en italien : Il muro della luce, Ponzoni, I Romanzi del Cosmo no 137, décembre 1963

- Les Horls en péril, Fleuve noir, coll. « Anticipation » no 208, 1962

- Complot Vénus-Terre, Fleuve noir, coll. « Anticipation » no 225, 1963Réédition : Marabout, coll. « Marabout Science-Fiction » no 536, 1975

- L'Otarie bleue, Fleuve noir, coll. « Anticipation » no 233, 1963

- Une Mouche nommée Drésa, Fleuve noir, coll. « Anticipation » no 239, 1964

- Les Translucides, Fleuve noir, coll. « Anticipation » no 246, 1964Réédition : Fleuve noir, coll. « Super luxe » no 16, 1976
  - Traduction en italien : I traslucidi, Ponzoni, I Romanzi del Cosmo no 157, octobre 1964
  - Traduction en portugais : Os translúcidos, Círculo de Leitores, 1977Réédition : Novaera, coll. « 4 Enigmas », 1978

- L'Astéroïde noir, Fleuve noir, coll. « Anticipation » no 251, 1964

- Le Grand Feu, Fleuve noir, coll. « Anticipation » no 256, 1964
  - Traduction en espagnol : El gran fuego, Edisven, coll. « Libros de Bolsillo Picazo - Ciencia Ficción » no 3, 1969

- Le soleil s'éteint, Fleuve noir, coll. « Anticipation » no 260, 1965
  - Traduction en espagnol : El Sol se apaga, Picazo, coll. « Marte XXI » no 7, 1966

- Planètes oubliées, Fleuve noir, coll. « Anticipation » no 267, 1965
  - Traduction en espagnol : Planetas olvidados, Picazo, coll. « Marte XXI » no 2, 1966

- La Planète glacée, Fleuve noir, coll. « Anticipation » no 273, 1965
  - Traduction en espagnol : El planeta helado, Picazo, coll. « Marte XXI » no 10, 1966

- L'Énigme des Phtas, Fleuve noir, coll. « Anticipation » no 277, 1965

- La Guerre des robots, Fleuve noir, coll. « Anticipation » no 287, 1966
  - Traduction en espagnol : La guerra de los robots, Picazo, coll. « Marte XXI » no 17, 1966

- L'Espace noir, Fleuve noir, coll. « Anticipation » no 294, 1966
  - Traduction en espagnol : El espacio negro, Picazo, coll. « Marte XXI » no 14, 1966

- La Créature éparse, Fleuve noir, coll. « Anticipation » no 301, 1966
  - Traduction en espagnol : La nube viviente, Picazo, coll. « Marte XXI » no 24, 1967

- Le Mystère des Sups, Fleuve noir, coll. « Anticipation » no 318 / HS 9[20], 1967
  - Traduction en espagnol : El misterio de los Sups, Nueva Situación, coll. « Ciencia Ficción » no 6, 1980

- L'Étrange Planète Orga, Fleuve noir, coll. « Anticipation » no 324 / HS 13, 1967Réédition : in B. R. Bruss, Le Fleuve obscur de l'avenir, Éditions Critic, coll. « La Petite Bibliothèque SF », 2014, p. 197-405

- Le Trappeur galactique, Fleuve noir, coll. « Anticipation » no 328 / HS 16, 1967

- Quand l'uranium vint à manquer, Fleuve noir, coll. « Anticipation » no 338 / HS, 1968

- L'Espionne galactique, Fleuve noir, coll. « Anticipation » no 348 / HS, 1968

- La Planète introuvable, Fleuve noir, coll. « Anticipation » no 356 / HS, 1968Réédition : Fleuve noir, coll. « Super luxe » no 48, 1978

- Les Enfants d'Alga, Fleuve noir, coll. « Anticipation » no 366 / HS, 1968
  - Traduction en espagnol : Los hijos de Alga, Nueva Situación, coll. « Ciencia Ficción » no 10, 1980

- Les Centauriens sont fous !, Fleuve noir, coll. « Anticipation » no 386, 1969

- Parle, robot !, Fleuve noir, coll. « Anticipation » no 394, 1969Réédition : in B. R. Bruss, Le Fleuve obscur de l'avenir, Éditions Critic, coll. « La Petite Bibliothèque SF », 2014, p. 407-620

- La Planète aux oasis, Fleuve noir, coll. « Anticipation » no 419, 1970

- Une si belle planète..., Fleuve noir, coll. « Anticipation » no 429, 1970

- Les Harnils, Fleuve noir, coll. « Anticipation » no 448, 1971

- Le Grand Marginal, Fleuve noir, coll. « Anticipation » no 472, 1971

- Luhora, Fleuve noir, coll. « Anticipation » no 486, 1972

- Les Êtres vagues, Fleuve noir, coll. « Anticipation » no 511, 1972

- Guet-apens sur Zifur, Fleuve noir, coll. « Anticipation » no 551, 1973

- Brang, Fleuve noir, coll. « Anticipation » no 562, 1973

- Penelcoto, Fleuve noir, coll. « Anticipation » no 651, 1975

- Les Espaces enchevêtrés, Nouvelles Éditions Oswald, coll. « Fantastique / Science-fiction / Aventures » no 4, 1979

#### Nouvelles, sous le nom de B. R. Bruss puis Roger Blondel
- « La Bataille noire », in Fiction no 8, OPTA, juillet 1954, p. 85-100, sous le nom de B. R. Bruss.

- « Le Coupable », in S.F. made in France (Fiction Spécial no 12), OPTA, novembre 1967, p. 199-214, sous le nom de B. R. Bruss ; rééd. in B. R. Bruss, Le Fleuve obscur de l'avenir, Éditions Critic, coll. « La Petite Bibliothèque SF », 2014, p. 623-645.

- « La Chambre No 22.731.412 », in Fiction no 186, OPTA, juin 1969, p. 124-132, sous le nom de Roger Blondel ; rééd. in Gérard Klein, Ce qui vient des profondeurs (Anthologie de la science-fiction française III : 1965-1970), Seghers, coll. « Constellations », 1977, p. 111-118.

- « La Guerre du pou », in Jean-Pierre Andrevon, Retour à la Terre 3, Denoël, coll. « Présence du futur » no 242, 1977, p. 11-30, sous le nom de Roger Blondel.

### Ouvrages fantastiques, sous le nom de B. R. Bruss
- L'œil était dans la tombe..., Fleuve noir, coll. « Angoisse » no 7, 1955
  - Traduction en néerlandais : Een oog in het graf, De Schorpioen, 1975

- Maléfices, Fleuve noir, coll. « Angoisse » no 18, 1956Réédition : Fleuve noir, coll. « Super luxe » no 15, 1975
  - Traduction en allemand : Die Bestien, Pabel, coll. « Vampir Horror-Roman » no 9, 1973Réédition : Bastei Lübbe, coll. « Dämonen-Land » no 104, octobre 1993
  - Traduction en portugais : Os malefícios, Círculo de Leitores, 1978

- Nous avons tous peur, Fleuve noir, coll. « Angoisse » no 24, 1956Rééditions : Marabout, coll. « Marabout Fantastique » no 472, 1974 ; Nouvelles Éditions Oswald, coll. « Fantastique / Science-fiction / Aventures » no 30, 1981 ; Baleine, coll. « Baleine noire », 2007
  - Traduction en allemand : Wir haben alle Angst, SEP-Verlag, coll. « SEP-Thriller » no 7, 1969
  - Traduction en espagnol : El espectro de Cockshill, Edisven, coll. « SEP » no 2, 1969

- Terreur en plein soleil, Fleuve noir, coll. « Angoisse » no 38, 1958Réédition : Fleuve noir, coll. « Super luxe » no 5, 1975

- Le Tambour d'angoisse, Fleuve noir, coll. « Angoisse » no 86, 1962Rééditions : Marabout, coll. « Marabout Fantastique » no 428, 1973 ; Nouvelles Éditions Oswald, coll. « Fantastique / Science-fiction / Aventures » no 48, 1982 ; Fleuve noir, coll. « Super luxe » no 145, 1983
  - Traduction en allemand : Trommeln des Todes, Pabel, coll. « Vampir Horror-Roman » no 49, 1974Réédition : Bastei Lübbe, coll. « Dämonen-Land » no 32, décembre 1990

- Le Bourg envoûté, Fleuve noir, coll. « Angoisse » no 111, 1964Rééditions : Marabout, coll. « Marabout Fantastique » no 628, 1977 ; Fleuve noir, coll. « Super luxe » no 91, 1980
  - Traduction en allemand : Geister im Moor, Pabel, coll. « Vampir Horror-Roman » no 4, 1972Réédition : Bastei Lübbe, coll. « Dämonen-Land » no 81, novembre 1992
  - Traduction en néerlandais : Het gedoemde dorp, Luitingh, coll. « Horror & Mystery », 1974

- La Figurine de plomb, Fleuve noir, coll. « Angoisse » no 119, 1965Réédition : Fleuve noir, coll. « Super luxe » no 111, 1981
  - Traduction en allemand : Die Hexenmeister, Pabel, coll. « Vampir Horror-Roman » no 2, 1972Réédition : Bastei Lübbe, coll. « Dämonen-Land » no 55, novembre 1991

- Le Mort qu'il faut tuer, Fleuve noir, coll. « Angoisse » no 199, 1971
  - Traduction en allemand : Die magische Seuche, Pabel, coll. « Vampir Horror-Roman » no 32, 1973Réédition : Bastei Lübbe, coll. « Dämonen-Land » no 226, novembre 1992

- L'Objet maléfique, Fleuve noir, coll. « Angoisse » no 226, 1972Réédition : Fleuve noir, coll. « Super luxe » no 43, 1977

### Ouvrages romanesques, sous le nom de Roger Blondel
- Le mouton enragé, Gallimard, 1956
- L'archange, Robert Laffont, 1962
- Bradfer et l'éternel, Robert Laffont, 1964
- Le bœuf, Robert Laffont, 1966
- La grande parlerie, J. C. Lattès, 1973
- Un endroit nommé la vie, J. C. Lattès, 1973
- Les fontaines pétrifiantes, J. C. Lattès, 1978

### Ouvrages érotiques, sous le nom de Georges Brass
- L'Amour ne se mange pas en salade, Champs-Fleuris, Lyon et B.N., coll. « Pour lire la nuit », Paris, 224 p., 1951illustrations: Jef de Wulf
- Le Plaisir dans la peau, Lutécia, coll. « Pour lire la nuit », Lyon, 224 p., 1952illustrations: Jef de Wulf
- Le Plaisir est plus chaud dans l'ombre, Lutécia, coll. « Pour lire la nuit », Lyon, 224 p., 1953illustrations: Jef de Wulf
- Faiblesses de femmes. Quand les femmes sont-elles plus faibles devant les hommes ?, La Pensée Moderne, collection de la psychologie amoureuse, Paris, 192 p., 1953traduit en néerlandais (Zakke vrouwen),Éditions Libra, Anvers, 1956; traduit en serbo-croate (Kad se zene lako daju ? par Zorz Bras), NNK Internacional, 2008
- Hôtel de plaisir, Lutécia, coll. « Pour lire la nuit », Lyon, 223 p., 1954illustrations: Jef de Wulf
- Tous les hommes sont à moi !, Lutécia, coll. « Pour lire la nuit », Lyon, 1954illustrations: Jef de Wulf
- Les Corps en feu, Lutécia, coll. « Pour lire la nuit », Lyon, 224 p., 1954illustrations: Jef de Wulf, traduit en néerlandais (Vuur in de aderen), Éditions Libra, Anvers, 1955
- Fruit de Californie, Lutécia, coll. « Pour lire la nuit », Lyon, 287 p., 1955illustrations: Jef de Wulf

### Ouvrages sous le nom de René Bonnefoy
- Gilberte et l'autorité, Sans Pareil, 1928
- Tête à tête, Éd. des Portiques, 1930
- Le merveilleux voyage de huit petits enfants au pays des moteurs, La Nouvelle Société d'Édition, 1930
- Bacchus-Roi, La Nouvelle Société d'Édition, 1930
- Plaque tournante, La Nouvelle Société d'Édition, 1931
- La roche noire, La Nouvelle Société d'Édition, 1931
- Aspect de Royat, Mont-Louis, 1932

### Ouvrages sous le nom de Marcel Castillan
- La vie voluptueuse de Don Juan, La Pensée Moderne, Paris, illustrateur: Pierre-Laurent Brenot, 600 p., 1954réédité en 1973 sous le nom de Roger Fairelle
- Le parfum de Guayaquil, nouvelle, dans la revue "V Sélections", « Itinéraires amoureux », 1955
- 20 grands récits d'exploration: Préhistoire-Afrique-Asie, Société Chérifienne de Publication et d'Éditions, coll. « La conquête de l'univers », illustrateur: Yves André, Casablanca, 507 p., 1956
- 60 visages de femmes: de Jeanne d'Arc à Jacqueline Auriol, Société Chérifienne de Publication et d'Éditions, coll. « La conquête de l'univers », Casablanca, 439 p., 1957

### Ouvrages sous le nom de Roger Fairelle
- La vie voluptueuse de Don Juan, Jean-Claude Lattès, Paris, 474 p., 1973réédition d'un titre paru en 1954 sous le nom de Marcel Castillan; traduit en espagnol par Antonio Caro, Éditions CVS, Madrid, 584 p., 1975

### Adaptation cinématographique, sous le nom de Roger Blondel
- 1973 : Le Mouton enragé par Michel Deville

### Télévision
- L'archange - Une adaptation d'un ouvrage du même nom, à la télévision.
- Roger Blondel, le dépétrificateur - In l'émission Ah vous écrivez ! interviewé par Bernard Pivot, le 18/08/1978, durée 14 min 18 s. Disponible auprès du site de l'INA.

#### Bases de données et dictionnaires
- Ressources relatives à la littérature :   - The Encyclopedia of Science Fiction
  - Internet Speculative Fiction Database
  - NooSFere
- Ressource relative à la bande dessinée :   - BD Gest'
- Notice dans un dictionnaire ou une encyclopédie généraliste :   - Universalis
- Notices d'autorité :   - VIAF
  - ISNI
  - BnF (données)
  - IdRef
  - LCCN
  - GND
  - Espagne
  - Belgique
  - Pays-Bas
  - Pologne
  - Israël
  - NUKAT
  - Portugal
  - Brésil